# Автономная республика
Автоно́мная респу́блика — форма государственной (областной, политической, национально-территориальной) автономии в СССР и некоторых постсоветских государствах. 

## Автономные республики в СССР

Административное деление СССР

Автономные советские социалистические республики (АССР) входили в состав некоторых союзных республик. Согласно Большой советской энциклопедии, они являлись советскими социалистическими национальными государствами, осуществлявшими государственную власть вне пределов компетенции союзных республик, в состав которых входили, на автономных началах. Имея ряд отличий друг от друга (история, размер территории, численность населения и прочее), они обладали общими значительными чертами, наиболее существенная из которых состояла в том, что каждая АССР являлась государством, имела своё гражданство, свою территорию и конституцию, свои высшие органы государственной власти — Верховный Совет и Президиум Верховного Совета, своё правительство — Совет Министров, свой Верховный суд; в каждой АССР был прокурор республики, возглавлявший систему органов прокуратуры. В отличие от союзных республик, у АССР не было права выхода из состава СССР, но на основе воли, выраженной населением автономной республики, она могла перейти из состава одной союзной республики в другую (к примеру, в 1936 году Каракалпакская АССР перешла в Узбекскую ССР из состава РСФСР).
Каждая АССР как форма национальной государственности, воплощала собой суверенитет определённой нации и, являясь политической формой автономии, обладала собственной компетенцией, определённой её конституцией. Все законы автономной республики должны были соответствовать как законам союзной республики, в составе которой находилась АССР, так и законам СССР; в случае юридической коллизии общесоюзный нормативно-правовой акт или нормативно-правовой акт союзной республики имел высшую силу над актами АССР. Законы автономных республик публиковались на двух языках: русском и языке титульной национальности АССР. Автономные республики имели собственных представителей в органах государственной власти союзных республик, в состав которых входили, и Советского Союза.

## История
Первые АССР возникли в советских республиках ещё до учреждения СССР. В результате подписания 20 марта 1919 года договора властей РСФСР с Правительством Башкурдистана была образована Автономная Советская Башкирская Республика; позднее возникли и другие АССР в составе РСФСР.
16 июня 1921 года в составе Грузинской ССР образована Автономная Социалистическая Советская Республика Аджаристан. В 1924 году была образована Нахичеванская Автономная Советская Социалистическая Республика в составе АзССР. В 1936 году Каракалпакская Автономная Советская Социалистическая Республика была передана в состав Узбекской Советской Социалистической Республики.
По состоянию на 1969 год в СССР имелось 20 автономных республик, из них 16 в РСФСР, две в ГССР и по одной в УзССР и АзССР. После заключения 31 марта 1992 Федеративного договора те АССР, которые раньше входили в состав РСФСР, были преобразованы в республики в составе РСФСР. В Российской Федерации после подписания в 1992 году Федеративного договора автономные республики были преобразованы в республики в составе федерации. Формат автономных республик сохранился в некоторых постсоветских республиках (например, Абхазская и Аджарская Автономная Республика в Грузии, Автономная Республика Крым на Украине и Нахичеванская Автономная Республика в Азербайджане).